# Plecotus sacrimontis
Plecotus sacrimontis е вид бозайник от семейство Гладконоси прилепи (Vespertilionidae).

## Разпространение
Видът е разпространен в Русия (Курилски острови) и Япония (Хокайдо, Хоншу и Шикоку).